# ドレスデン・エルベ渓谷
ドレスデン・エルベ渓谷（ドレスデン・エルベけいこく、ドイツ語: Dresdner Elbtal）とは、かつてユネスコの世界遺産に登録されていた物件である。日本では「ドレスデンのエルベ渓谷」とも表記される。「ドレスデンのエルベ川流域」、「ドレスデンとエルベ渓谷」などとするメディアもある。
エルベ川の上流域に当たる、ドイツ東部に形成された渓谷の一つで、なだらかな谷には都市ドレスデンが発達し、市域は川を挟むかたちでおよそ20kmにわたって続く。当地はエルベ川沿いの中央ヨーロッパにおける優れた文化的景観を形成しており、その価値は、渓谷が都市の一部であるとともに自然の河岸の一部であることに見出される。
2004年、世界文化遺産に登録されたが、2009年6月25日、建設されたヴァルトシュレスヒェン橋が景観を損なうとして、世界遺産リストから削除された。

## 名所
エルベ渓谷の名所はいくつも存在する。宮殿と歴史ある村落で有名なピルニッツ（en）やロシュヴィッツ（en）、あるいは、ブラウエス・ヴンダー橋、ドレスデン・ケーブルカー、ドレスデン・モノレールなどの19世紀来の技術関連の施設・交通、そして、ブリュールのテラス（en）、ゼンパー・オーパー、カトリック旧宮廷教会（en）などを含む都心部の歴史地区などである。また、ブラセヴィッツ（en）などは、工業地区も含むとは言え歴史的に郊外地区を形成してきた。

## 世界遺産としての歴史
2004年の第28回世界遺産委員会にて、「ドレスデン（の）エルベ渓谷」の名で、世界遺産リストに登録された。

### 登録基準
この世界遺産は世界遺産登録基準のうち、以下の条件を満たし、登録された（以下の基準は世界遺産センター公表の登録基準からの翻訳、引用である）。
- (2) ある期間を通じてまたはある文化圏において、建築、技術、記念碑的芸術、都市計画、景観デザインの発展に関し、人類の価値の重要な交流を示すもの。
- (3) 現存するまたは消滅した文化的伝統または文明の、唯一のまたは少なくとも稀な証拠。
- (4) 人類の歴史上重要な時代を例証する建築様式、建築物群、技術の集積または景観の優れた例。
- (5) ある文化（または複数の文化）を代表する伝統的集落、あるいは陸上ないし海上利用の際立った例。もしくは特に不可逆的な変化の中で存続が危ぶまれている人と環境の関わりあいの際立った例。

### ヴァルトシュレスヒェン橋問題と世界遺産登録抹消
以下では世界遺産登録抹消に至る歴史的経緯を記す。

#### 架橋に対する住民投票

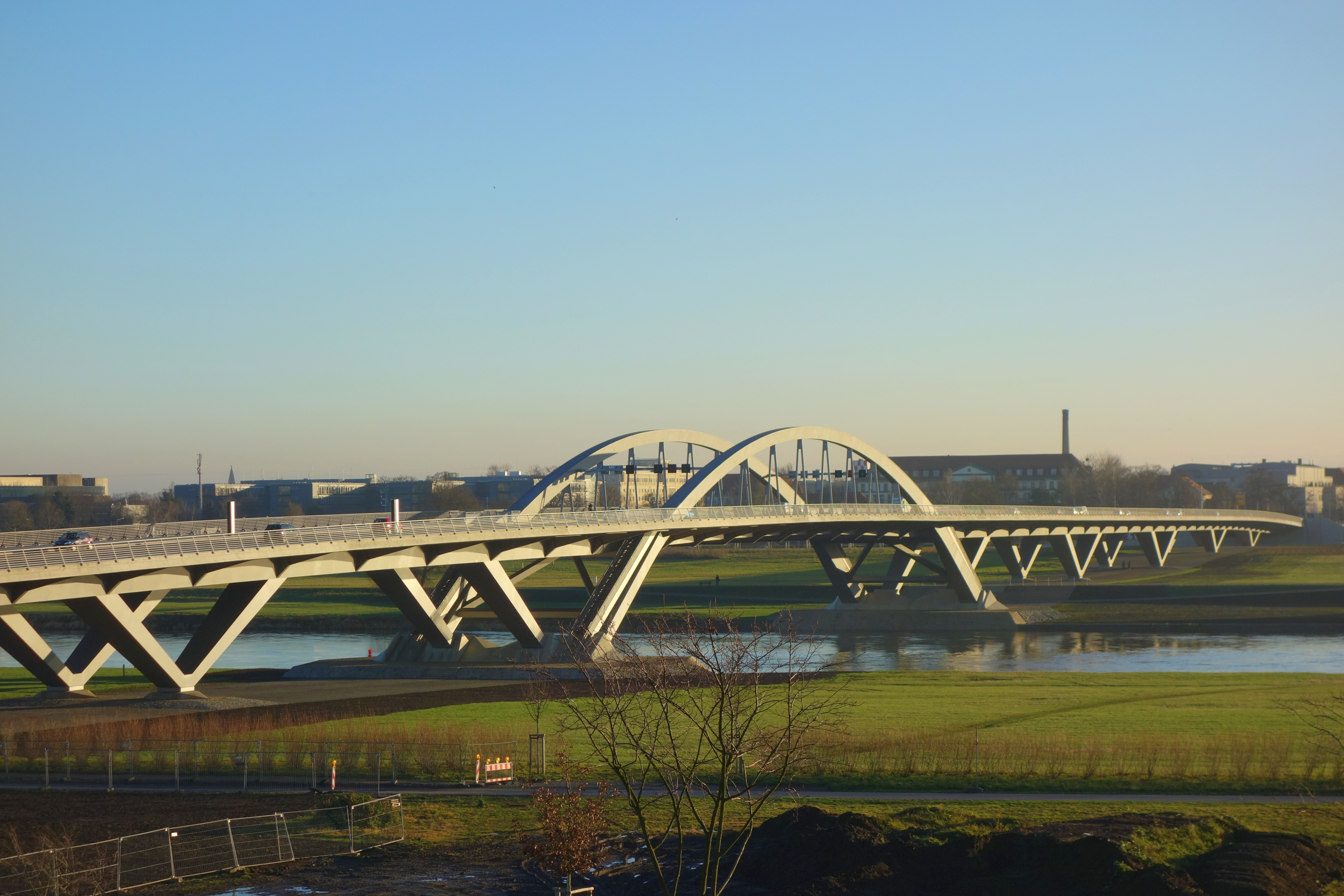
完成後のヴァルトシュレスヒェン橋

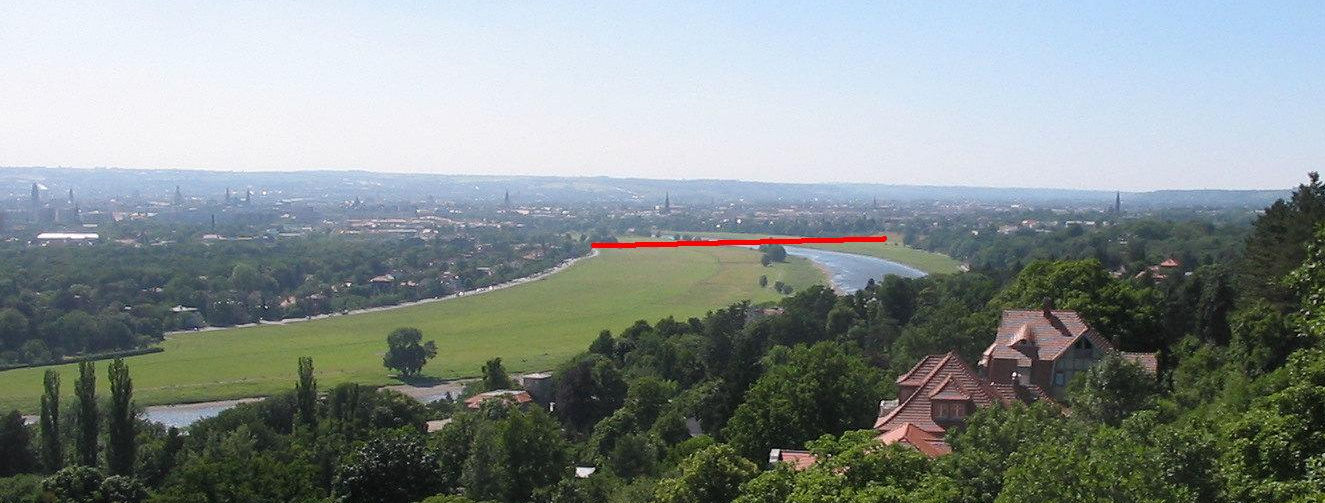
赤線が架橋予定地

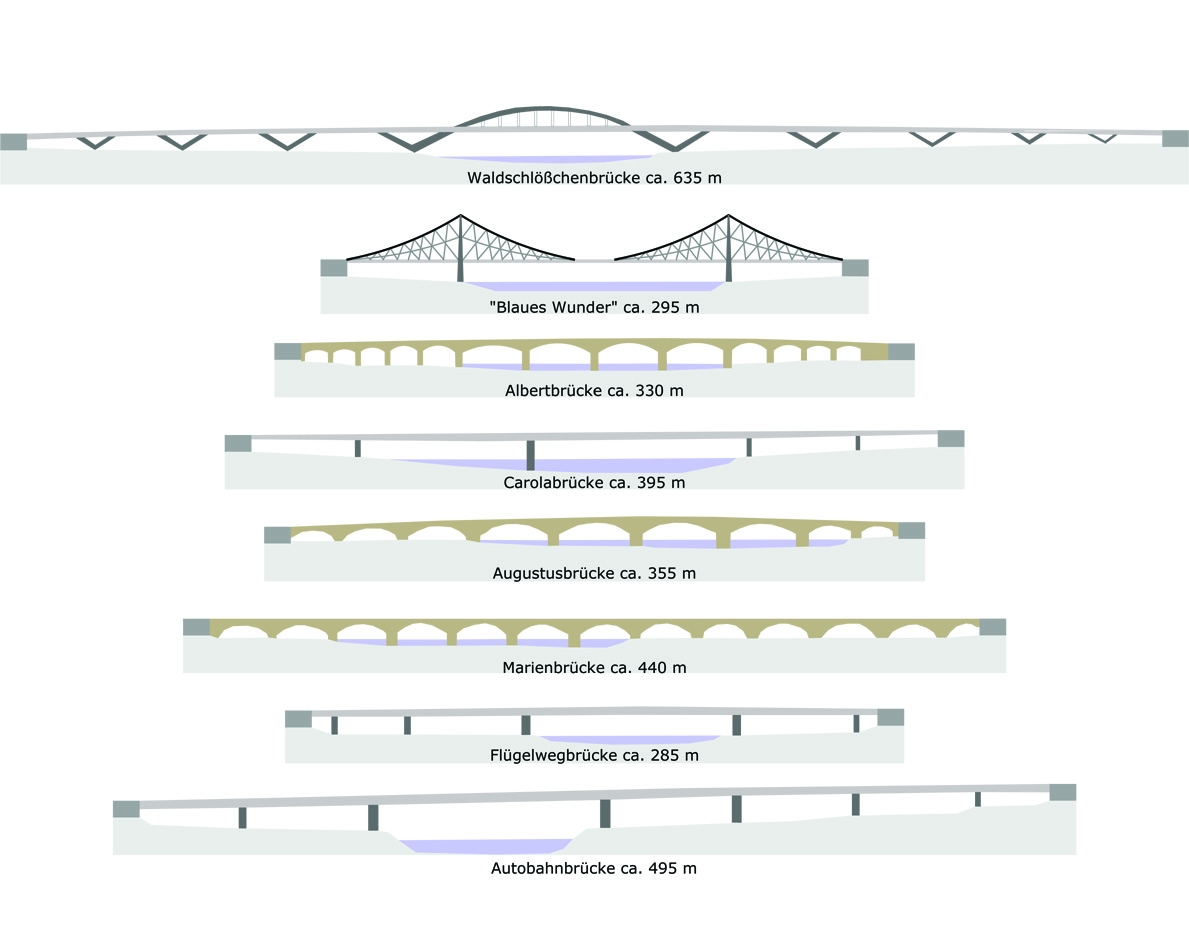
ヴァルトシュレスヒェン橋(上)と既存の橋の比較

ドレスデン・エルベ渓谷は2004年に世界遺産リストに登録されたが、渓谷には以前よりドレスデン市街の渋滞緩和を目的とした架橋計画（全長635m、4車線のヴァルトシュレスヒェン橋）が存在しており、すでに10年にわたる議論が続いていた。この橋の建設計画はドイツ政府が提出した登録申請書にも明記されていた。
橋の建設計画は2004年2月にようやく確定したが、6月（世界遺産登録の前月）に行われた市議会選挙の結果、議会の勢力が変化し（de）、建設反対派が議会の多数を占める情勢になった。この結果、橋の建設を求める住民グループが住民投票を求める活動を開始し、2005年2月に、橋の建設の是非を問う住民投票が実施された。住民投票の結果、建設賛成票が67.9％に達したため、計画が実行に移されることとなった。

#### 第30回（2006年）世界遺産委員会の動き
ユネスコの世界遺産委員会では、景観に及ぼす影響についてアセスメントを実施し、橋の建設が景観の広がりを分断・限定すると判断した。一帯の文化的景観が損なわれた場合、もはや世界遺産としての「顕著で普遍的な価値」は認められないとの認識を示し、非公式にトンネルなどの代替施設の建設を求める一方、「危機にさらされている世界遺産」リスト（危機遺産リスト）への登録もしくは世界遺産リストそのものからの除去を検討する動きを見せ、市に建設の再検討を求めた。世界遺産委員会からのプレッシャーの中、ドレスデン市は、8月までは着工を見合わせることを約束すると同時に、「橋は世界遺産に適合する」と訴えた。
7月8日から開催された第30回世界遺産委員会では、ドレスデン・エルベ渓谷の危機遺産リストへの登録が決議され、橋が建設された場合、世界遺産リストからの除去が検討される旨の警告がなされた。
直後の7月20日におこなわれたドレスデン市議会は、工事開始に反対し、世界遺産を保持するように議決した。しかし、市長とザクセン州政府は、住民投票を尊重して建設に踏み切る姿勢を示した。
これらの経緯の中で、地域住民などの間では、世界遺産の保護は地元に住む一般市民（直接民主主義）による決定よりも優先されうるべきかということも議論となった。

#### 自然保護団体による裁判
一方、橋の建設に反対する一部の自然保護団体は、渓谷に住む希少種であるキクガシラコウモリの存在を理由に建設撤回を求め提訴していたが、2007年8月9日、ドレスデン行政裁判所は訴えを認め、建設を当面差し止めるよう命令した。この命令に対し、ドレスデン市ではなくザクセン州が控訴。同年11月14日、ザクセン上級行政裁判所は、一審の判決を覆し、橋梁上での自動車の走行に速度制限等を付することを条件に建設を認める判決を出した。5日後の11月19日には建設が再開され、土砂の掘削が始められている。

#### 第32回（2008年）・第33回（2009年）世界遺産委員会の動き
2008年の第32回委員会でも登録リストからの抹消が検討されたが、市当局からの様々な方策を模索している旨の釈明があったことなどから、建設がすでに始まっていたにもかかわらず、抹消は見送られた。ただし再び「警告」が出され、橋の建設が中止されないようであれば次の第33回委員会において登録リストから抹消する方針が確認された。
しかし、2008年11月には上部構造の工事が着手されるなど建設は徐々に本格化し、建設中止は見込めないものとして、2009年6月25日、第33回委員会で世界遺産リストからの抹消が決議された。抹消されたのはオマーンの「アラビアオリックスの保護区」（2007年）に次いで2件目だが、「アラビアオリックスの保護区」の事例は救済を図ろうとした委員会の意向を蹴ってオマーン政府が要請した側面を持っていた。これに対し、ドレスデン・エルベ渓谷の事例は委員会の意思として抹消を決議した最初の事例であった。その後、ヴァルトシュレスヒェン橋は2013年8月に開通している。